# Nicolai Helt
Nicolai Helt, död den 7 augusti 1666, var en dansk amiral.
Helt, som var född i Ditmarsken och av adlig släkt, tjänstgjorde först i Flandern, där han skall ha varit viceamiral, och antogs 1654 i dansk tjänst. Året efter blev han fast anställd och blev samtidigt medlem av amiralitetet, där han fick tillsynen över skeppsbyggeriet på sin lott. År 1656 gjorde han tjänst som viceamiral på den eskader, som förde Fredrik III till Norge, och senare i den hjälpflotta, som tillsammans med holländarna blockerade Danzig. År 1657 var Helt åter viceamiral i Henrik Bjelkes flotta vid Wismar. Under svenskarnas belägring av Köpenhamn 1658 företog han ett överfall på en svensk flottilj i Kalvebodstrand den 24 augusti och erövrade ett tjog fartyg. Senare på hösten var han näst högste befälhavare i den eskader, som under Henrik Bjelke förenade sig med amiral Obdam och inneslöt svenskarna vid Landskrona. År 1659 segrade han i ett slag vid Ærø över svenskarna, senare inneslöts han på 
Flensburgfjorden, till dess att slaget vid Wismar till slut befriade honom. År 1660 utnämndes Helt till verklig viceamiral, två år senare blev han assessor i amiralitetskollegiet. Han upplevde sig åsidosatt när Cort Adeler anställdes 1663, men stannade kvar på sin post till sin död.